# William Gardner Pfann
William „Bill“ Gardner Pfann (* 27. Oktober 1917 in Brooklyn, New York; † 22. Oktober 1982) war ein US-amerikanischer Materialwissenschaftler an den Bell Laboratories, bekannt für die Entwicklung des Zonenschmelzverfahrens, das zur Herstellung hochreiner, einkristalliner Halbleiter wichtig ist.
Pfann war schon 1935 in der Chemie-Abteilung der Bell Laboratories. Nebenbei studierte er an der Abendschule des Cooper Union College mit einem Bachelor-Abschluss als Chemieingenieur 1940. Er blieb bei den Bell Laboratories bis zu seiner Pensionierung 1982. Wenige Wochen später starb er.
Nach dem Krieg arbeitete er mit der Gruppe von William B. Shockley, darunter Walter Houser Brattain, an den Bell Labs in der Entwicklung von Dioden und den ersten Spitzentransistoren aus Halbleitern (zunächst Germanium). Er leistete wichtige Beiträge zum ersten produzierten Transistor (genannt Typ A).
Pfann entwickelte 1950/51 das Zonenschmelzverfahren zunächst für Germanium. Dabei wurde ein Germaniumstab mehrfach durch eine horizontal angeordnete Reihe von Induktionsspulen geschoben, wobei die Verunreinigungen mit der Schmelzzone durch den Stab wanderten. Damit konnten Verunreinigungsgrade von nur noch bis zu einem hundertstel ppm und spätere 1 ppb erzielt werden (eine Verbesserung um den Faktor 1000 im Vergleich zu vorher). Silizium, das einen höheren Schmelzpunkt besaß, konnte mit einer ab 1952 von Henry Theurer an den Bell Labs entwickelten Variante des Verfahrens behandelt werden (float zone refining). Gleichzeitig geschah das durch Paul H. Keck und Marcel J. E. Golay beim US Army Signal Corps in Fort Monmouth und durch R. Emeis im Labor von Eberhard Spenke bei Siemens in Pretzfeld.
Pfann hielt 65 Patente, meist im Bereich Zonenschmelzen. Er war Mitglied der National Academy of Sciences (1974), war Fellow der Metallurgical Society und der American Society of Metals. 1976 erhielt er mit Theurer den James C. McGroddy Prize for New Materials der American Physical Society. 1968 erhielt er den Creative Invention Award der American Chemical Society.

## Schriften
- Zone melting, Wiley 1958, 3. Auflage, Krieger Publishing 1978
- Principles of Zone Melting, Transactions of the American Institute of Mining and Metallurgical Engineers, Band 194, 1952, S. 747–753
- Zone Melting, Science, Band 135, 1962, S. 1101–1109